# 佐屋駅
佐屋駅（さやえき）は、愛知県愛西市須依町佐原にある、名古屋鉄道の駅。尾西線に属する駅だが津島線と案内されることもある。愛西市の代表駅である。駅名は合併による愛西市誕生前の佐屋町に因む。駅番号はTB09。

## 歴史
- 1898年（明治31年）4月3日 - 尾西鉄道が弥富駅 - 津島駅間を開業し、中間駅として佐屋駅も同時開業。当時は蒸気機関車が走っていた[3]。
- 1923年（大正12年）11月28日 - 当駅を含め弥富駅 - 津島駅間が600V電化。尾西鉄道全線の電化が完了する[4]。
- 1925年（大正14年）8月1日 - 尾西鉄道が鉄道事業を名古屋鉄道（初代）[注釈 1]へ譲渡。名鉄尾西線所属となる[7]。
- 1952年（昭和27年）
  - 12月9日 - 佐屋駅 - 津島駅間の閉塞方式を自動閉塞に変更[8]。
  - 12月14日 - 尾西線の電圧を1500Vに昇圧。津島線の列車が乗入れ[8]。
- 1959年（昭和34年）9月26日 - 伊勢湾台風により弥富駅 - 津島駅間が不通に（同年11月23日に復旧。名鉄全線で最も遅い復旧だった）[9]。
- 1967年（昭和42年）
  - 年度内 - 貨物営業廃止[10]。
  - 12月17日 - 佐屋駅 - 津島駅間複線化[11]。
- 1971年（昭和46年）3月21日 - 新駅舎完成[12]。
- 1992年（平成4年）11月24日 - ダイヤ白紙改正。日中に特急列車が当駅まで乗り入れる[13]。
- 2005年（平成17年）
  - 4月1日 - 所在地が旧佐屋町から愛西市となり、駅名が行政名としては消滅。
  - 7月14日 - トランパス導入。
- 2008年（平成20年）12月27日 - 当駅への特急列車の乗り入れが復活。
- 2011年（平成23年）2月11日 - ICカードmanaca導入。
- 2012年（平成24年）2月29日 - トランパス供用終了。
- 2024年（令和6年）6月29日 - 終日無人化[1][注釈 2]。

## 駅構造
島式・単式の複合型2面3線ホームを持つ地上駅。2024年6月29日以降、駅集中管理システムが導入された無人駅（管理駅は須ヶ口）である。2024年6月28日までは有人駅で、終日にわたり窓口が営業されていた。改札口は3番線ホームの弥富寄りに1箇所あり、付近には自動券売機（継続manaca定期乗車券及び新規通勤manaca定期乗車券の購入も可能ではあるが、名鉄ミューズカードでの決済は7:00~22:00の間に限られる）及び自動精算機（ICカードのチャージ等も可能）を1台ずつ備えている。改札口と1・2番線ホームとは構内踏切を介して行き来する。1番線は弥富方に車止めがある。また津島駅から一宮行きになる回送も一部発車するためワンマン確認の看板が1番線に設置されている。ホームは1番線が8両対応、2・3番線は6両まで対応している。無人化まで、乗り場に列車案内は設置されていなかった。
| 番線 | 路線                    | 方向 | 行先                         | 備考                 |
| ---- | ----------------------- | ---- | ---------------------------- | -------------------- |
| 1    | TB 尾西線 （TB 津島線） | 上り | 津島・須ヶ口・名鉄名古屋方面 | 当駅始発             |
| 2    | TB 尾西線 （TB 津島線） | 下り | 弥富ゆき                     | 一部の津島方面も発車 |
| 3    | TB 尾西線 （TB 津島線） | 上り | 津島・須ヶ口・名鉄名古屋方面 | 弥富方面からの直通   |

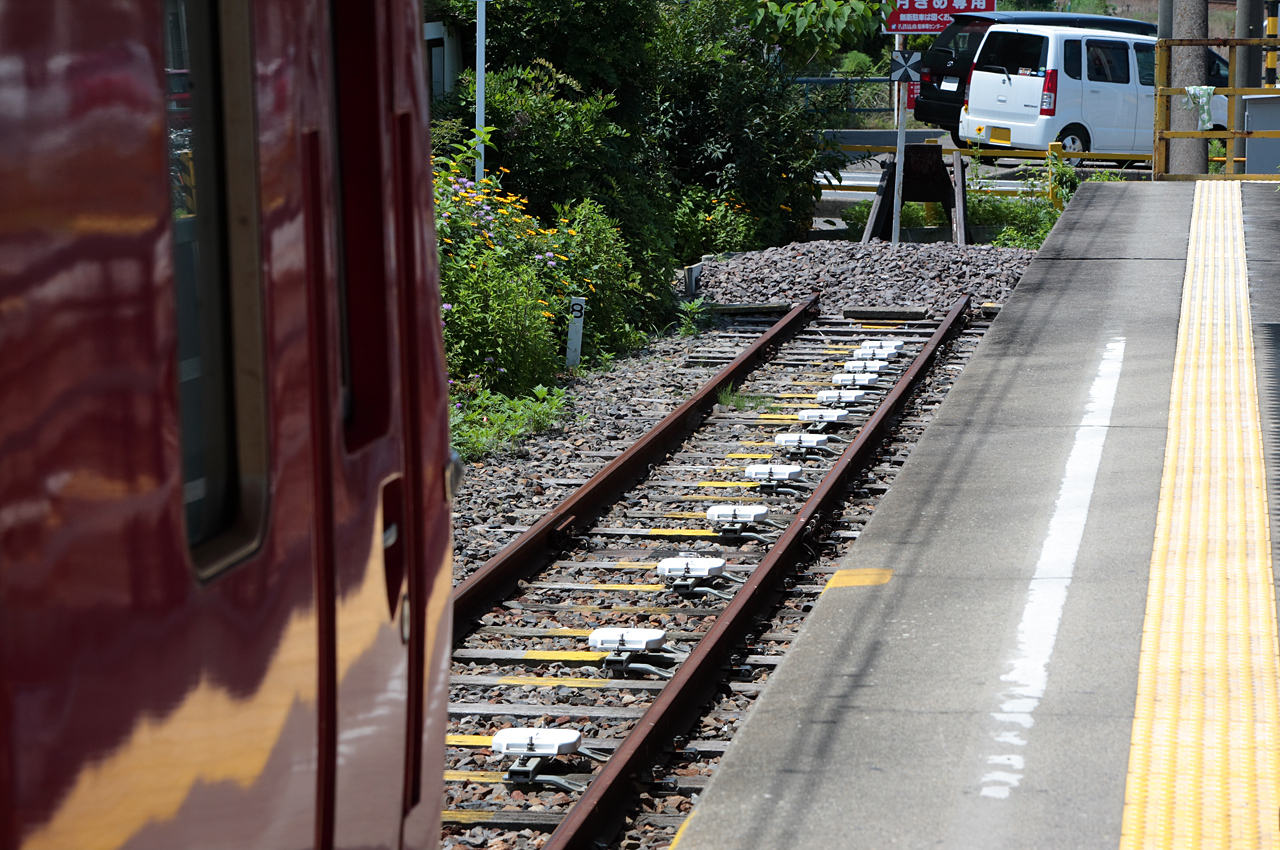
1番線の終端部（2008年7月）
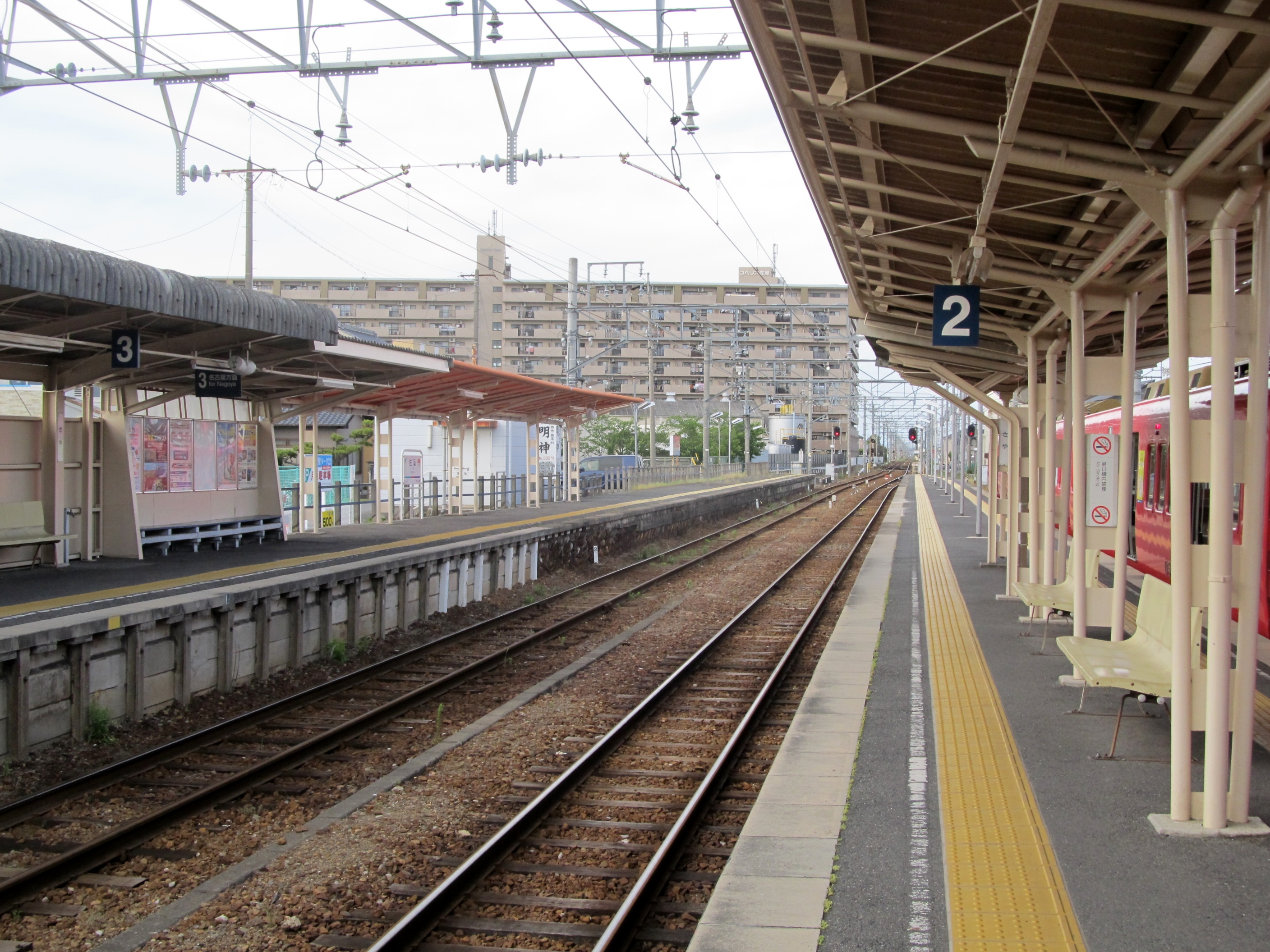
2・3番線ホーム（2020年5月）
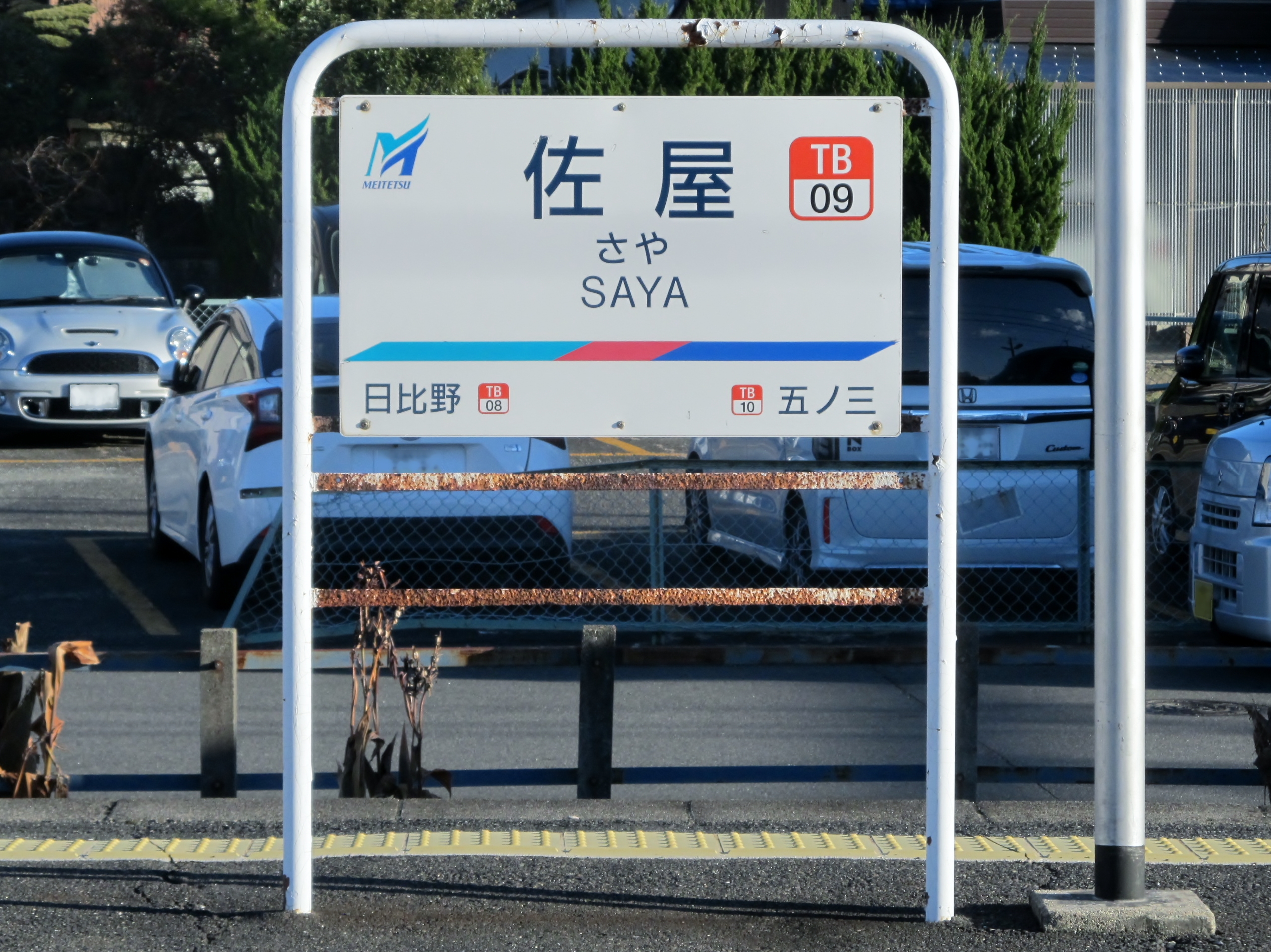
駅名標

津島線から弥富まで向かう列車は、普通列車のみで毎時2本程度の運転である。ここから終点（書類上は起点）の弥富駅までは単線で列車交換設備は無く、弥富駅も単線なので1列車しか入線できない。

### 配線図
| ← 津島方面 | 佐屋駅 構内配線略図 | → 弥富方面 |
| 凡例 出典: |                     |            |

## 利用状況
- 『名鉄120年：近20年のあゆみ』によると2013年度当時の1日平均乗降人員は4,020人であり、この値は名鉄全駅（275駅）中106位、尾西線（22駅）中4位であった[18]。
- 『名古屋鉄道百年史』によると1992年度当時の1日平均乗降人員は4,555人であり、この値は岐阜市内線均一運賃区間内各駅（岐阜市内線・田神線・美濃町線徹明町駅 - 琴塚駅間）を除く名鉄全駅（342駅）中102位、尾西線（23駅）中3位であった[19]。
- 『愛知統計年鑑』によると1日平均の乗車人員は2010年度では1898人である。
- 「愛西市の統計」、「移動等円滑化取組報告書」によると、各年度の1日平均乗降人員は以下の通り[20][21]。

| 年度   | 1日平均 乗降人員 |
| ------ | ---------------- |
| 2002年 | 3,818            |
| 2003年 | 3,812            |
| 2004年 | 3,832            |
| 2005年 | 3,973            |
| 2006年 | 3,965            |
| 2007年 | 3,948            |
| 2008年 | 3,915            |
| 2009年 | 3,823            |
| 2010年 | 3,810            |
| 2011年 | 3,849            |
| 2012年 | 3,869            |
| 2013年 | 4,020            |
| 2014年 | 4,042            |
| 2015年 | 4,170            |
| 2016年 | 4,275            |
| 2017年 | 4,280            |
| 2018年 | 4,289            |
| 2019年 | 4,374            |
| 2020年 | 3,505            |

尾西線の駅では、一宮駅・津島駅・奥町駅に次いで4番目に利用客が多いが、名古屋までは停車駅が多く時間がかかるため名鉄全体では利用客はそれほど多くない。津島線の駅を含めると、普通のみ停車の七宝や藤浪より少ない。
名古屋駅（名鉄名古屋駅・近鉄名古屋駅）までは接続が良ければ津島線経由より弥富駅（近鉄弥富駅）から近鉄やJRに乗り換える方が列車への乗車時間が短いために逆方向の利用も若干ある。なお、三重県方面へは名古屋駅経由より弥富駅乗り換えの方が所要時間が圧倒的に短い。

## 駅周辺
- 愛西市役所
- 愛西市立佐屋中学校
- 愛西市立佐屋小学校
- 愛西市中央図書館
- ヨシヅヤ佐屋店
- 西条八幡社
- 佐屋代官所跡（佐屋街道跡）
- 水鶏塚（）
- 国営木曽三川公園

## 隣の駅
名古屋鉄道
TB 尾西線（津島線）
■特急・■急行・■準急
佐屋駅（TB09） - 日比野駅（TB08）
■普通
五ノ三駅（TB10） - 佐屋駅（TB09） - 日比野駅（TB08）